# Himalayapotamon
Himalayapotamon is een geslacht van kreeftachtigen uit de klasse van de Malacostraca (hogere kreeftachtigen).

## Soorten
- Himalayapotamon ambivium (Alcock, 1909)
- Himalayapotamon atkinsonianum (Wood-Mason, 1871)
- Himalayapotamon babaulti (Bouvier, 1918)
- Himalayapotamon bifarium (Alcock, 1909)
- Himalayapotamon emphyseteum (Alcock, 1909)
- Himalayapotamon garhwalense Pati & Singh, 2017
- Himalayapotamon kasaulis (Pretzmann, 1966)
- Himalayapotamon koolooense (Rathbun, 1904)
- Himalayapotamon marinellii (Pretzmann, 1963)
- Himalayapotamon monticola (Alcock, 1910)
- Himalayapotamon sunkoshiense Brandis & Sharma, 2005